# 凝固点降低
凝固点降低是指将溶质加入溶剂时，溶剂的凝固点降低的现象。 
例如，在水中加入盐或酒精，以及两种固体杂质以粉末形式的混合（在这种情况中，被加入的混合物作为溶质，原固体视为溶剂）。产生的溶液或固-固混合物会比原先的纯溶剂和固体有更低的凝固点。这种现象解释了为何海水（各种盐与水的混合物）在0 °C（32 °F），即纯水凝固点以下不结冰。

## 计算
如果溶质可视为理想溶质，凝固点降低的程度仅仅取决于溶液浓度，并且可以由下面这个简单的线性关系描述：
ΔTF = KF · b ·  i
- ΔTF，凝固点的下降，定义为TF纯溶剂 - TF溶液.
- KF，凝固点降低常数，只取决于溶剂性质，而非溶液。对于水，KF = 1.853 K·kg/mol.
- b，重量莫耳浓度（溶质物质的量比溶剂质量（kg））
- i，凡特伏因子（每莫耳溶质可以电离出的离子个数，如NaCl i = 2, BaCl2i=3) 。